# Amanieu VIII van Albret
Amanieu VIII van Albret (overleden op 6 juni 1326) was van 1298 tot aan zijn dood heer van Albret. Hij behoorde tot het huis Albret.

## Levensloop
Amanieu VIII was de tweede zoon van heer Amanieu VII van Albret uit diens tweede huwelijk met vrouwe Mathe van Bordeaux. In 1298 werd hij na de dood van zijn nicht Isabella, dochter van zijn oudere broer Bernard Ezi III, heer van Albret.
Hij was een bondgenoot van de Engelsen en maakte onder het bewind van koningen Eduard I en Eduard II van Engeland deel uit van de Koninklijke Raad. Als een van de machtigste edelen in Gascogne en verwante van het huis Plantagenet en paus Martinus IV genoot hij een grote welwillendheid van de koning. Zo maakte hij in 1286 onder druk van koning Eduard I een einde aan zijn langdurige privéoorlog met Jean Ferrars, de Engelse seneschalk van Gascogne, en zoon van Robert de Ferrers, zesde graaf van Derby, in ruil voor 20.000 livres tournois uit de Engelse schatkist.
Van 1294 tot 1303 maakte hij tijdens de oorlog tussen Eduard I en koning Filips IV van Frankrijk gebruik van de Franse bezetting van Aquitanië om zijn autoriteit binnen de administratie van het hertogdom uit te breiden. Om meer onafhankelijkheid te krijgen van de Engelse administratie in Bordeaux, voerde hij van 1310 tot 1324 ook verschillende, soms triviale, rechtszaken voor het Parlement van Parijs. In 1324 keerde Amanieu VIII de Engelsen de rug toe en steunde hij de Fransen in de kortstondige Oorlog van Saint-Sardos.
Amanieu overleed in 1326. De heerlijkheid Albret werd geërfd door zijn zoon Bernard Ezi IV.

## Huwelijk en nakomelingen
Amanieu huwde met Rose van Bourg, vrouwe van Verteuil en Veyres en weduwe van heer Willem IV van Lesparre. Ze hadden zeker elf kinderen:
- Amanieu (overleden na 1309)
- Bernard Ezi IV (overleden in 1358), heer van Albret
- Arnold Amanieu (overleden na 1346)
- Johanna (overleden in 1357/1358), huwde in 1320 met Reinoud IV van Pons, heer van Riberac
- Mathe (overleden na 1338), huwde eerst in 1309 met burggraaf Arnold Raymond van Tartas en daarna in 1314 met heer Eli Rudel II van Pons
- Guitard (overleden na 1350), heer van Verteuil
- Berard (overleden na 1346), heer van Vayres
- Assalide, huwde in 1323 met een burggraaf van Tartas
- Thomasse, huwde met Willem VIII Maingot, heer van Surgères
- Margaretha
- Rosina, huwde met Arnold van Euze, burggraaf van Carmain